# Heterochronia
Heterochronia – zaburzenie ontogenezy polegające na akceleracji (przyspieszeniu) lub retardacji (opóźnieniu) rozwoju konkretnego narządu w stosunku do rozwoju reszty organizmu.